# 親愛村

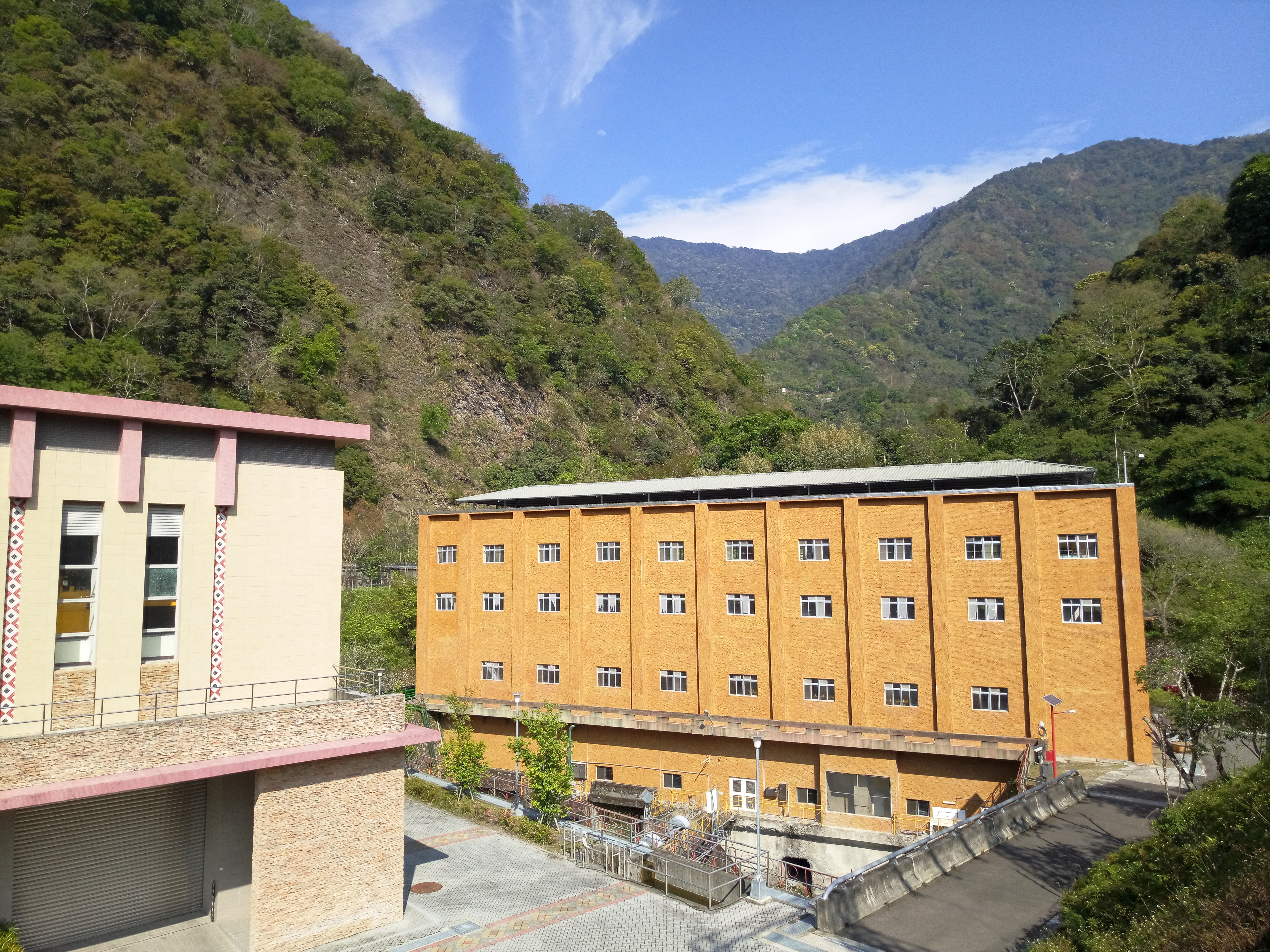
萬大發電廠廠房

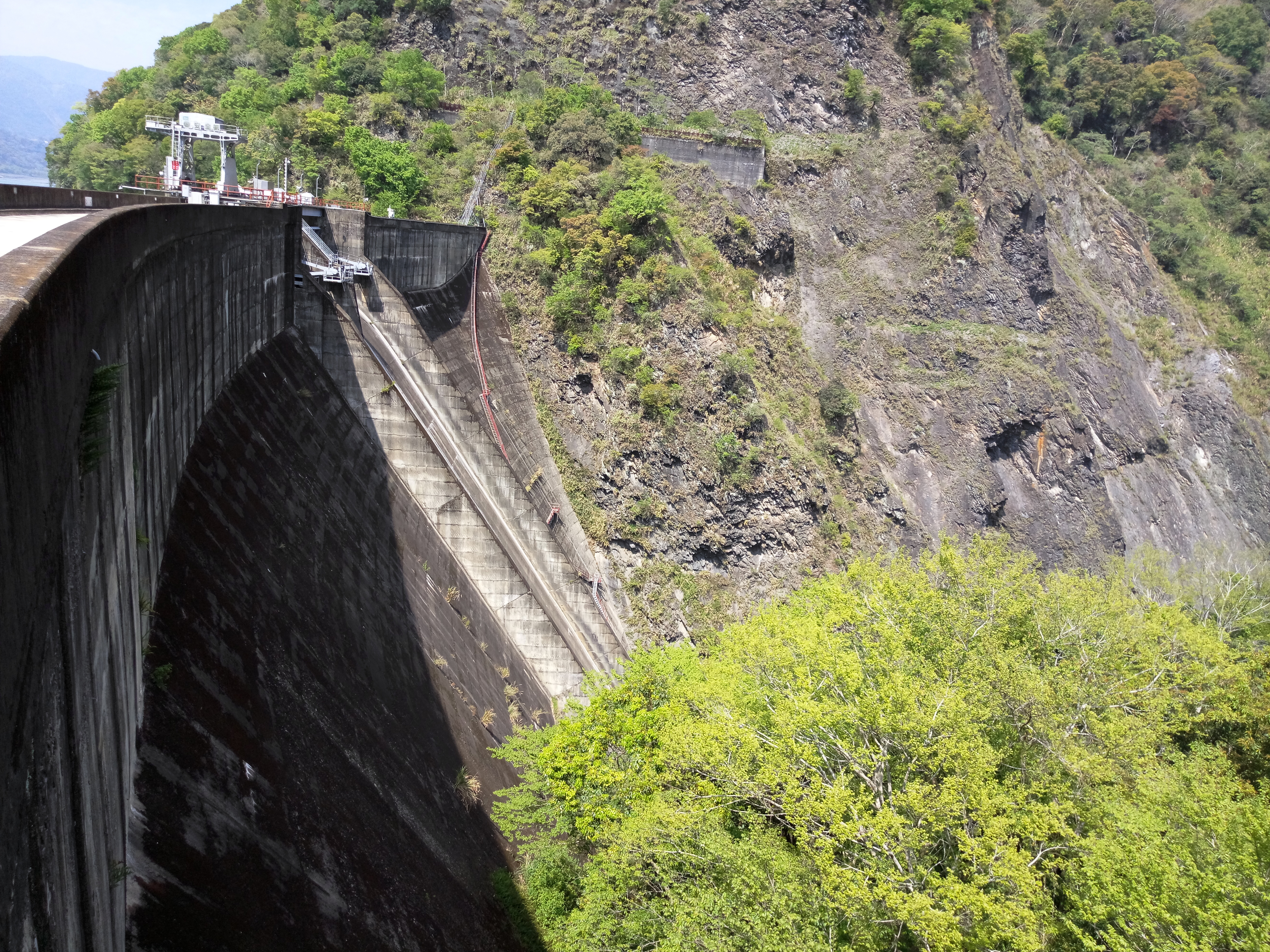
霧社大壩

親愛村是臺灣南投縣仁愛鄉的一個村，位於該鄉南部霧社溪流域，東依花蓮縣秀林鄉，西接埔里鎮與萬豐村，南鄰法治村與信義鄉，北與南豐村、大同村、春陽村與精英村接壤。村內有萬大、親愛與松林（布蘭）等聚落。

## 交通動線
- 投83線（親愛橋）

## 設施與景點
| \| - 萬大發電廠 - 霧社壩 - 日式宿舍 - 松林分廠 - 臺灣基督長老教會萬大教會 - 南投縣立親愛國民小學萬大分校 \| - 奧萬大國家森林遊樂區[1]:122、130 - 萬大瀑布 - 服務中心 - 奧萬大自然教育中心 - 奧萬大溫泉 - 奧萬大吊橋（天梯） \| | - 南投縣立親愛國民小學 - 臺灣基督長老教會賽德克區會布魯那萬（Plngawan）教會 - 親愛公墓 - 真耶穌教會臺灣總會西區辦事處親愛教會 - 臺灣基督長老教會賽德克區會布蘭（Pulan）教會 - 松林公墓 |
| - 萬大發電廠 - 霧社壩 - 日式宿舍 - 松林分廠 - 臺灣基督長老教會萬大教會 - 南投縣立親愛國民小學萬大分校 | - 奧萬大國家森林遊樂區:122、130 - 萬大瀑布 - 服務中心 - 奧萬大自然教育中心 - 奧萬大溫泉 - 奧萬大吊橋（天梯）                                                                           |

## 自然景觀
| - 霧社溪（松林攔河堰） - 萬大溪（奧萬大壩（已廢棄）） - 十粒溪 - 腦寮溪 - 瑪谷溪 - 清水溪 - 萬大北溪 - 萬大南溪（萬東山瀑布） - 霧社水庫（碧湖）:104、105:130 - 大陸池 - 白石池妹池 - 屯鹿池:92、93 - 屯鹿池妹池 - 三叉池 | - 關頭山 - 岬山 - 馬海僕富士山（麻平暮山） - 能高南峰 - 富嶺山 - 萬大山 - 南萬大山 - 室呂木山 - 馬軍山 - 光頭山（知亞干山） - 白石山 - 干卓萬山 - 安東軍山 - 牧山（干卓萬東南峰） - 摩即山 - 草山 |